# Filmörnen
Filmörnen är en värmländsk filmfestival som startades 1978 av Värmlands Filmförbunds Erik Fasth och Kjell Bergström.
1998 gick Region Värmland in som medarrangör. Idag drivs alltså festivalen i samarbete mellan Värmlands Filmförbund och Region Värmland.
Målet var att ge Värmländska filmare en chans att visa sina alster för en större publik.
Det största priset är en plakett med en gyllene filmörn på.
Festivalen har under flera år hållits under hösten - i september eller början av oktober. 2010 flyttades festivalen till juni för att ligga direkt efter skolårets avslutning. 2013 flyttade festivalen tillbaka till hösten.
2008 fyllde festivalen 30 år och det firades med lanseringen Webbörnen. En värmländsk filmtävling på Youtube. Värmländska filmare ombads lägga upp sina kortfilmer på Youtube och lägga till taggen "webbörnen08" för 2008 års tävling. Vinnaren av Webbörnen är den film som fått flest tittare och den som fått bäst betyg (minst 10 betyg). Webbörnen har en egen kanal på Youtube.
2009 genomfördes tävlingen "Designa en örn" för att få en ny design på förstapriset; Filmörnen-statyetten. Kriterierna var att statyetten skulle ha en klar koppling till film, örn och Värmland. Tävlingen vanns av Lina Nilsson som läste innovation- och designingenjörsprogrammet på Karlstads universitet. Hennes skapelse var en örn integrerad i en filmklappa. Klarälven följer örnens kropp och avslutas i vad som ser ut som örnens klor. Denna "nya" statyett vanns första gången av Stefan Askernäs 2009.
Sen 2010 har själva festivaldagen haft ett tema som genomsyrar dagen i utsmyckning och priser. 
2014, Val - 2013, Gala - 2012, Jordens undergång - 2011, Kung fu - 2010, Bröllop

## Vinnare av Filmörnen
- 2022 To the Moon av Rickie Cai
- 2021 Och våren kom igen av David Hellgren
- 2020 Mellanrum av Oskar Willers
- 2019 Du väljer av Alma Johannesson
- 2018 The Chapter 115 av Shafagh Shakeri
- 2017 A Samurai Story av Philip och Gottfrid Helander
- 2016 Military Men av Philip och Gottfrid Helander
- 2015 Kry av Ylvaa Johansson
- 2014 Sov gott, min prinsessa av Emelie Hahne och Klara Olsson
- 2013 Mulldjuret av Mikael Lindahl
- 2012 Paper Lake av Juan Antonio Casaus, Simón Lara och Carmen Díaz
- 2011 Hopp av Sofia-Linn Karlsson
- 2010 Vad är jag av Victor Nyåker
- 2009 Grattis John av Stefan Askernäs
- 2008 Drawn to You av Emil Gustafsson Ryderup
- 2007 The art of Clowning av Robert Ek
- 2006 Captive av EyeCatcher Entertainment
- 2005 Mein Pater, Mon Major av Mattias Jonsson och Johan Skantze Andrésen
- 2004 Blind date av Marita Lobler
- 2003 Chimp to the Monk av Jonas Rudström, Jimmy Erixon och Kristoffer Andrén
- 2002 Izidor av Jonas Bergergård och Jonas Holmström
- 2001 Lufthavn av Rikard Andersson
- 2000 Liten, ful, gul av Peter Gustafson och Elin Åhlund
- 1999 Born in Värmland av Ingela Andersson, Mats Edholm, Lars Karlsson och Thomas Thörnquist
- 1998 Alexanders värld av Karin Hansson
- 1997 Nils, en mångsysslare av Lennart Sköld
- 1996 Der spjuver av Per och Thomas Hilding, Kristinehamn
- 1994 Du äter inte stuvat av Per och Thomas Hilding, Kristinehamn
- 1993 I skuggan av batongen av Per och Thomas Hilding, Kristinehamn
- 1992 Historisk blues av Niclas Stenholm
- 1991 Kom hem igen av Ingela Ström och Erik Fasth
- 1990 Stress av Video Movements
- 1989 Sista hoppet av Ingela Ström och Erik Fasth
- 1982 Ombyte förnöjer av Anders Nilsson, Kil
- 1981 To care or not to care av Martin Sundahl och Björn Carlström
- 1980 Sagan om kalven av Anders Nilsson, Kil
- 1979 Simius av Martin Sundahl
- 1978 Polisuppdraget av The Golden Bird Film Team

## Kuriosa
- Bland de första vinnarna fanns regissören Anders Nilsson från Kil.
- Kultfilmarna från Kristinehamn, Per och Thomas Hilding vinner Filmörnen tre år i rad på 90-talet.
- De vinnande filmerna visas i regel på den regionala TV-kanalen Glimt TV i programmet Filmfönstret, (tidigare i Kanal 12).
- 2008 lanseras Youtube-baserade filmtävlingen Webbörnen.
- 2010 vinner den första musikvideo Filmörnen.
- 2013 delas den hitintills enda Hedersörnen ut, till skaparna av Filmörnen Kjell Bergström och Erik Fasth.
- 2014 LIVE-sändes Filmörnen på webbradiostationen Kanal Rewind, det sändes filmmusik och intervjuer med filmare och publik.
- Filmörnen är uppdelat i fyra åldersklasser - Lättvikt (0-15 år) Mellanvikt (16-19 år) Tungvikt (20-26 år) Supervikt (27-113 år)